# 2021-es németországi szövetségi választás
A 2021-es németországi szövetségi választás 2021. szeptember 26-án Németország 20. szövetségi parlamenti választása volt.

## Választási rendszer
A Bundestagban – amelynek a választás után 735 tagja volt – legalább 598 tagot választanak közvetlenül, négy évre, a 299 német választókerületből, illetve pártlistán. Ezek a mandátumok a 16 német szövetségi állam között oszlanak meg népességarányosan. A választókerületekben relatív többségi szavazás van, a legtöbb szavazatot szerző jelölt nyer.
A szavazatokat vegyes arányos képviseleti rendszerben (Mixed-member proportional representation vagy MMP) osztják el. Minden voksoló két szavazatot adhat le: az elsőt egy jelöltre és a másodikat egy pártra. A pártlistás szavazatokat a Webster/Sainte-Laguë módszer segítségével osztják szét. Ha egy párt több mandátumhoz jut, mint amennyit a listás szavazati aránya indokolna, a többi párt kompenzációs mandátumokat kap az összesen 299 listás mandátumon felül.
A pártok minden egyes államban állíthatnak listát, ha megfelelnek bizonyos kritériumoknak, például elérnek egy bizonyos támogatószámot. Egy párt csak abban az államban kaphatja meg a második szavazatot, ahol listát állított.
Ha egy párt egyéni választókerületi sikerei révén több mandátumot szerez egy államban, mint amennyit a listás szavazati alapján érdemelne ki, a többi párt kompenzációs mandátumokat kap. Emiatt a Bundestagnak általában több tagja van 598-nál. A 18. Bundestag például, amely a 2017-es választás előtt működött, 631 tagú volt, az összesen 33 extra választókerületi és kompenzációs mandátum miatt.
Ahhoz, hogy egy párt jogosult legyen mandátumokra a második szavazat alapján, nyernie kell legalább három választókerületben, vagy országosan meg kell szereznie a második szavazatok 5 százalékát. Ha egy párt nyer 1-2 egyéni választókerületben és nem éri el az 5 százalékot, megtarthatja az elnyert mandátumokat, de a többi párt, amelyek teljesítették a két feltétel legalább egyikét, kompenzációs mandátumokat kap. (Ilyen legutóbb 2002-ben történt, amikor a Demokratikus Szocializmus Pártja országosan csak 4 százalékos eredményt ért el, de Berlinben két egyéni körzetben győztek a jelöltjei.)
A nemzeti kisebbségek pártjai – dánok, frízek, szorbok és romák – mentesültek az 5 százalékos szabály alól, de rendesen csak egyes államokban indulnak.

## Induló pártok
A választáson részt vevő főbb pártok a következők:
| Párt | Párt      | Ideológiája                                      | Politikai pozíciója | Vezető(i)                               |
| --- | --------- | ------------------------------------------------ | ------------------- | --------------------------------------- |
| Kereszténydemokrata Unió / Keresztényszociális Unió Christlich Demokratische Union / Christlich-soziale Union in Bayern | CDU / CSU | Liberális konzervativizmus, Kereszténydemokrácia | Jobbközép           | Armin Laschet (CDU), Markus Söder (CSU) |
| Németország Szociáldemokrata Pártja Sozialdemokratische Partei Deutschlands                                             | SPD       | Szociáldemokrácia                                | Balközép            | Saskia Esken, Norbert Walter-Borjans    |
| Alternatíva Németországért Alternative für Deutschland                                                                  | AFD       | Nacionalizmus Konzervativizmus                   | Szélsőjobboldal     | Jörg Meuthen, Tino Chrupalla            |
| Német Szabaddemokrata Párt Freie Demokratische Partei                                                                   | FDP       | Liberalizmus                                     | Jobbközép           | Christian Lindner                       |
| Baloldali Párt Die Linke                                                                                                | Linke     | Demokratikus szocializmus                        | Szélsőbaloldal      | Katja Kipping, Bernd Riexinger          |
| Szövetség '90/Zöldek Bündnis 90/Die Grünes                                                                              | Grüne     | Zöldpolitika                                     | Balközép            | Annalena Baerbock, Robert Habeck        |

## Eredmények

SPD
CDU
Grüne
FDP
AfD
Linke